# Experiments de Kaufmann-Bucherer-Neumann

Figura 1. Mesura de Walter Kaufmann de la relació càrrega-massa de l'electró per a diferents velocitats de l'electró. Una font de radi a la part inferior de l'aparell al buit emetia partícules beta de diferents energies. Els camps E i B paral·lels en combinació amb l'obertura del forat d'agulla només permetien que certes combinacions de direcció i velocitat dels electrons exposessin la placa fotogràfica a la part superior. (a) Aquesta vista frontal de l'aparell il·lustra l'acceleració uniforme imposada per les plaques condensadores carregades a les partícules beta. (b) Aquesta vista lateral de l'aparell il·lustra el moviment circular de les partícules beta transversalment al camp B. (c) La placa fotogràfica va registrar una ratlla corba que es va analitzar per determinar e/m per a variacions de v seguint diferents supòsits teòrics.

Els experiments de Kaufmann-Bucherer-Neumann van mesurar la dependència de la massa inercial (o moment) d'un objecte respecte a la seva velocitat. La importància històrica d'aquesta sèrie d'experiments realitzats per diversos físics entre 1901 i 1915 es deu al fet que els resultats s'utilitzen per provar les prediccions de la relativitat especial. La precisió en desenvolupament i l'anàlisi de dades d'aquests experiments i la influència resultant en la física teòrica durant aquells anys encara és un tema de debat històric actiu, ja que els primers resultats experimentals al principi van contradir la teoria recentment publicada d'Einstein (1905), però versions posteriors d'aquest experiment la van confirmar. Per a experiments moderns d'aquest tipus, vegeu proves d'energia i moment relativistes, per a informació general vegeu proves de relativitat especial.

## Context històric
El 1896, Henri Becquerel va descobrir la desintegració radioactiva en diversos elements químics. Posteriorment, es va descobrir que la radiació beta d'aquestes desintegracions era l'emissió d'una partícula carregada negativament. Més tard, aquestes partícules van ser identificades amb l'electró, descobert en experiments de raigs catòdics per J. J. Thomson el 1897.
Això estava relacionat amb la predicció teòrica de la massa electromagnètica de J. J. Thomson el 1881, que va demostrar que l'energia electromagnètica contribueix a la massa d'un cos carregat en moviment. Thomson (1893) i George Frederick Charles Searle (1897) també van calcular que aquesta massa depèn de la velocitat i que esdevé infinitament gran quan el cos es mou a la velocitat de la llum respecte a l'èter luminífer.  També Hendrik Antoon Lorentz (1899, 1900) va assumir aquesta dependència de la velocitat com a conseqüència de la seva teoria dels electrons. En aquest moment, la massa electromagnètica es separava en massa "transversa" i "longitudinal", i de vegades es denotava com a "massa aparent", mentre que la massa newtoniana invariant es denotava com a "massa real".  D'altra banda, el teòric alemany Max Abraham creia que tota la massa acabaria demostrant ser d'origen electromagnètic, i que la mecànica newtoniana quedaria subsumida en les lleis de l'electrodinàmica.
El 1904, Lorentz va proposar que la massa al llarg de la trajectòria del moviment (massa longitudinal) i la massa en les direccions perpendiculars al moviment (transversal) són diferents. En la seva teoria, la massa longitudinal {\displaystyle m_{L}={{\gamma }^{3}}m} i la massa transversal {\displaystyle m_{T}={\gamma }m}, on {\displaystyle \gamma } és el factor de Lorentz i {\displaystyle m} és la massa en repòs de l'electró.  El concepte de massa electromagnètica (transversal) {\displaystyle m_{T}}, que es basava en models específics de l'electró, es va transmutar posteriorment en el concepte purament cinemàtic de massa relativista que fa referència a totes les formes d'energia, no només a l'energia electromagnètica. Actualment, però, el concepte de massa relativista, tot i que encara s'hi fa referència amb freqüència en obres populars sobre relativitat, ara rarament s'utilitza entre els físics professionals, i ha estat substituït per les expressions d'energia i moment relativistes, que també prediuen que els cossos massius no poden assolir la velocitat de la llum. Això és degut al fet que totes aquestes relacions impliquen el factor de Lorentz :
{\displaystyle {\frac {m_{T}}{m}}={\frac {p}{mv}}={\frac {E}{mc^{2}}}={\frac {1}{\sqrt {1-{\frac {v^{2}}{c^{2}}}}}}}
Per tant, els experiments de Bucherer-Kaufmann-Neumann es poden veure com a proves primerenques de l'energia i el moment relativistes. (Per a la següent descripció històrica dels experiments, encara s'utilitzen els conceptes de "massa transversa" o "massa relativista").

## Els experiments de Kaufmann

### Primers experiments

Figura 2. Les mesures de Kaufmann del 1901 (corregides el 1902) van mostrar que la relació càrrega-massa disminueix i, per tant, el moment (o massa) de l'electró augmenta amb la velocitat. Tingueu en compte que emu/gm quan l'electró està en repòs.

Walter Kaufmann va començar a experimentar amb raigs beta utilitzant un dispositiu similar a un tub de raigs catòdics, on la font dels electrons era la desintegració del radi que es col·locava en un recipient al buit. (Vegeu la figura. 1) Aquests raigs emesos pel radi s'anomenaven en aquella època "raigs de Becquerel". Contràriament als raigs catòdics coneguts llavors, que només assolien velocitats de fins a 0,3 c, sent c la velocitat de la llum, els raigs de Becquerel assolien velocitats de fins a 0,9 c. Tanmateix, com que les partícules beta tenen velocitats diferents, la radiació no era homogènia. Per tant, Kaufmann va aplicar camps elèctrics i magnètics alineats paral·lelament entre si, de manera que les desviacions causades per aquests fossin perpendiculars entre si. Els seus impactes sobre una placa fotogràfica van produir una corba de deflexió, els punts individuals de la qual corresponien a una determinada velocitat i una determinada massa dels electrons. Invertint la càrrega del condensador, invertint així el camp elèctric, es podien obtenir dues corbes simètriques, la línia central de les quals determinava la direcció de la desviació magnètica.
Kaufmann va publicar una primera anàlisi de les seves dades el 1901; de fet, va ser capaç de mesurar una disminució de la relació càrrega-massa, demostrant així que la massa o el moment augmenta amb la velocitat.  Utilitzant la fórmula de Searle (1897) per a l'augment de l'energia electromagnètica dels cossos carregats amb la velocitat, va calcular l'augment de la massa electromagnètica de l'electró en funció de la velocitat:
{\displaystyle \phi (\beta )={\frac {3}{4\beta ^{2}}}\left[{\frac {1}{\beta }}\lg {\frac {1-\beta }{1+\beta }}+{\frac {2}{1-\beta ^{2}}}\right],\;\beta ={\frac {v}{c}}}
Kaufmann va notar que l'augment observat no es pot explicar amb aquesta fórmula, per la qual cosa va separar la massa total mesurada en una massa mecànica (real) i una massa electromagnètica (aparent), sent la massa mecànica considerablement més gran que la electromagnètica. Tanmateix, va cometre dos errors: com va demostrar Max Abraham, Kaufmann va passar per alt que la fórmula de Searle només s'aplica en la direcció longitudinal, però per a les mesures de desviació la fórmula per a la direcció transversal era important. Per tant, Abraham va introduir la "massa electromagnètica transversal" amb la següent dependència de la velocitat:
{\displaystyle \phi (\beta )={\frac {3}{4\beta ^{2}}}\left({\frac {1+\beta ^{2}}{2\beta }}\lg {\frac {1+\beta }{1-\beta }}-1\right),}
Kaufmann també va cometre un error de càlcul en derivar les corbes de deflexió. Aquests errors van ser corregits per ell el 1902.
El 1902 i el 1903, Kaufmann va realitzar una altra sèrie de proves amb tècniques experimentals actualitzades i millorades. Els resultats van ser interpretats per ell com una confirmació de la teoria d'Abraham i de la suposició que la massa de l'electró és completament d'origen electromagnètic.
Hermann Starke va dur a terme mesures similars el 1903, tot i que va utilitzar raigs catòdics limitats a 0,3 c. Els resultats que va obtenir van ser interpretats per ell com a d'acord amb els de Kaufmann.

### Experiments de 1905
Per tal de prendre una decisió entre aquestes teories, Kaufmann va tornar a realitzar els seus experiments amb més precisió. Kaufmann creia que havia refutat de manera concloent la fórmula de Lorentz-Einstein i, per tant, també havia refutat el principi de la relativitat. Segons el seu parer, les úniques opcions que quedaven eren entre les teories d'Abraham i Bucherer. Lorentz estava perplex i va escriure que estava " al final del seu llatí ".

## Experiments posteriors

### Bucherer
El principal problema dels experiments de Kaufmann va ser el seu ús de camps magnètics i elèctrics paral·lels, tal com va assenyalar Adolf Bestelmeyer (1907). Utilitzant un mètode basat en camps magnètics i elèctrics perpendiculars (introduït per J. J. Thomson i desenvolupat posteriorment en un filtre de velocitat per Wilhelm Wien ), Bestelmeyer va obtenir valors considerablement diferents per a la relació càrrega-massa per a raigs catòdics de fins a 0,3 c. No obstant això, Bestelmeyer va afegir que el seu experiment no era prou precís per proporcionar una decisió definitiva entre les teories.

### Hupka
A diferència de Kaufmann i Bucherer, Karl Erich Hupka (1909) va utilitzar raigs catòdics a 0,5 °C per a les seves mesures. La radiació (generada en un càtode de coure) va ser fortament accelerada pel camp entre el càtode i l'ànode en un tub de descàrrega molt buit. L'ànode que servia de diafragma va ser passat pel raig amb velocitat constant i va dibuixar la imatge de l'ombra de dos cables de Wollaston en una pantalla fosforescent darrere d'un segon diafragma. Si es generava un corrent darrere d'aquest diafragma, el raig es desviava i la imatge de l'ombra es desplaçava. Els resultats van coincidir amb els de Lorentz-Einstein, tot i que Hupka va comentar que aquest experiment no representava un resultat definitiu. Posteriorment, W. Heil va publicar alguns articles que tractaven crítiques i interpretacions del resultat, als quals Hupka va respondre.

### Neumann i Guye/Lavanchy
El 1914, Günther Neumann va dur a terme noves mesures utilitzant l'equip de Bucherer, en particular fent algunes millores per abordar les crítiques de Bestelmeyer, especialment la qüestió dels raigs no compensats, i fent grans refinaments als protocols de dades. El mètode de càlcul va ser el mateix que el de Bucherer (vegeu la figura 6). També en aquest experiment, les dades corresponents a la fórmula de Lorentz es troben gairebé en una línia horitzontal, tal com cal, mentre que les dades obtingudes de la fórmula d'Abraham es desvien bruscament (vegeu la figura 8). Neumann va concloure que els seus experiments coincidien amb els de Bucherer i Hupka, demostrant definitivament la fórmula de Lorentz-Einstein en el rang de 0,4-0,7c, i refutant la fórmula d'Abraham. Les incerteses instrumentals es van produir en el rang de 0,7–0,8c, per la qual cosa la desviació de la fórmula de Lorentz-Einstein en aquest rang no es va considerar significativa.

## Desenvolupament posterior

Figura 10. Espectrògraf electroestàtic de Rogers et al.

Zahn i Spees (1938) i Faragó i Lajos Jánossy (1954) van argumentar que moltes de les suposicions emprades en aquells primers experiments sobre la naturalesa i les propietats dels electrons i el muntatge experimental eren errònies o imprecises. Igual que amb els experiments de Kaufmann, els experiments de Bucherer-Neumann només mostrarien un augment qualitatiu de la massa i van ser incapaços de decidir entre les teories concurrents.

## Proves modernes
Des de llavors, s'han dut a terme molts experiments addicionals relacionats amb la relació relativista energia-moment, incloent-hi mesures de la desviació dels electrons, tots ells confirmant la relativitat especial amb alta precisió. També en els acceleradors de partícules moderns, les prediccions de la relativitat especial es confirmen rutinàriament.